# ホリー・マディソン
ホリー・マディソン（Holly Madison, 1979年12月23日 - ）は、アメリカ合衆国のモデル・テレビ司会者。
ヒュー・ヘフナーの元カノである。リアリティーショー「The Girls Next Door」の出演でよく知られる。2009年から2011年にかけて自身の冠番組「Holly's World」に出演。2015年には自伝『Down the Rabbit Hole』の中でプレイボーイ・マンションでの生活やヘフナーとの関係について記す。2016年には『The Vegas Diaries: Romance, Rolling the Dice, and the Road to Reinvention』を上梓。
名前のカタカナ表記は『ELLE』の報道に従う。

## 経歴
1979年12月23日、オレゴン州クラトソップ郡アストリアに生まれる。出生名Holly Sue Cullen。2歳のとき、家族とともにアラスカ州プリンスオブウェールズ島のクレイグに移る。ミドルスクール在学中にオレゴン州セントヘレンズに移る。オレゴン州のポートランド州立大学に2年間通い、演劇と心理学を学ぶ。その後カリフォルニア州のLoyola Marymount Universityに通う。
学費を賄うため、日焼け止め製品のHawaiian Tropicのモデルに応募し、フーターズのウェイトレスとして働いた。これらの活動がヘフナーの目に留まり、プレイボーイ・マンションへの招待を受けるきっかけとなる。1年以上マンションへの訪問を続けた後、21歳のときに入居を認められる。
クレジットカードの負債を抱え、家を失う可能性に直面したマディソンがプレイボーイ・マンションに入居し、正式にヒュー・ヘフナーのガールフレンドの一人となったのは2001年8月のことであるが、ヘフナーは彼女の財政を管理し、厳しいスケジュールと門限を強制し、マンションの外で収入を得る機会も奪った。
2002年2月、ヘフナーのガールフレンドが二人を残して全員マンションより退去すると、マディソンは彼の「#1 Girl」となった。ヘフナーとの交際期間中、マディソンは「彼と結婚して彼の子どもを産みたい」と述べていた。しかし2008年5月に行われたインタビューで、ヘフナーは「私はホリーをとても愛しているし、残りの人生も一緒にいられると思うが、結婚は私というパズルを構成するパーツではない。信じているって訳でもないが、私は結婚にあまり縁がないんだ」と語っている。後にマディソンはマンションでの生活を振り返り、当時ヘフナーに抱いていた感情はストックホルム症候群に起因すると語っている。
2005年、「The Girls Next Door」の第1シーズンに出演開始。これはE!ネットワークの番組で、マディソンを含むプレイボーイ・マンションの住人の生活を追うものである。マディソンはプレイメイトではなかったが、『PLAYBOY』2005年11月号はマディソンと同番組の共演者たちのヌードを掲載した。彼女たちは2006年9月号、2008年3月号、2009年2月号の表紙にも登場した。シーズン3と4では、マディソンはインターンとして『PLAYBOY』のスタジオで働き、後に若手写真編集者として働く姿も放送された。また、同番組のカレンダーのデザインと制作を手伝った。2009年2月、第6シーズンの終了に伴い同社での仕事を完全に辞めた。ヘフナーとの別離で気まずい立場に立たされたことによる。
2008年10月7日、「ヘフナーとの関係は終わったが、自分とブリジェット・マルクヮルト、ケンドラ・ウィルキンソンはまだ一緒に何かを撮影している」と発表した 。
これに対しヘフナーは「ホリーが終わったと言うなら終わったんだろう」と破局を認めた。彼女は後にドキュメンタリー番組「Secrets of Playboy」で元プレイメイトらとPLAYBOYの闇について語る（後述）。
2009年春、ダンシング・ウィズ・ザ・スターズの第8シーズンにDmitry Chaplinとペアを組んで出場。彼女は練習中に負傷、最終的に彼女とチャップリンは番組から脱落している。
2009年5月、マディソンはラスベガス市長オスカー・グッドマンとともに、281人のビキニを着た女性のパレードを先導した。これは世界最大のビキニパレードとしてギネス世界記録に認定される。有名な「Welcome to Fabulous Las Vegas」の看板設置50周年に合わせたイベントである。2010年5月23日現在の世界記録は東京で記録した323人である。
2009年、ケリー・モナコの契約終了の後任のような形でプラネット・ハリウッド・リゾート・アンド・カジノのバーレスク・ショーに出演。マディソンの契約期間は当初3か月だったが、ショーの成功を受けて1年に延長された。
2009年12月6日、自身の冠番組「Holly's World」がスタートする。プラネット・ハリウッド・リゾート・アンド・カジノでの生活を中心に展開するリアリティ番組である。マディソンによると、他のリアリティショーのように意地悪ではなくやさしい世界がそこにある。2シーズン続いた。
2021年、インタビューでPLAYBOYの暗部を語る。2022年にはA&Eのドキュメンタリーシリーズ「Secrets of Playboy」でそれは更に明白になる。
2022年1月に放送された同番組の第2話はマディソンを中心に取り上げた。番組の中で彼女は、プレイボーイ・マンションは「危険」で「非常にカルト的」だと述べた。マディソンによると、マンションで暮らしている女性たちはガスライティングされ、ヘフナーを善良な男性だと思いこむに至るという。暮らしているうちに「彼はマスコミで言われているような人ではない。ただのいい人だ」と思うようになるとのこと。
マンションでのルールも具体的に語った。「門限は夜9時。外では友達を作らないように仕向けられた。休日を家族で過ごすような場合でなければ外出は許されなかった」そのため「私たちを外の世界から切り離すのは簡単だった」という（ELLEによる）。ヘフナーとの関係がうまくいかなくなったときに備え、週に1日ウェイトレスとして働いていたが、嫉妬したヘフナーは辞めさせた。その代わりに週に1,000ドルのお小遣いをくれた。
2001年夏の最初の性的接触の際、ヘフナーがドラッグを提供しようとした、また、しばしば酔っぱらって裸になった彼女（および他のガールフレンド）の写真を撮らせていたとも述べた。マディソンによると、これらはヘフナーがガールフレンドとの関係を維持するために彼女らを脅迫する材料になりえた。ヘフナーと関係していた間にストックホルム症候群に陥っていたという従来からの主張も維持した。

### 出版
- Holly Madison (2016) [2015]. Down the Rabbit Hole: Curious Adventures and Cautionary Tales of a Former Playboy Bunny. Dey Street Books. ISBN 978-0-06237211-6 - プレイボーイ・マンションでの生活とその後の回復の始まりを詳述
- Holly Madison (2016). The Vegas Diaries: Romance, Rolling the Dice, and the Road to Reinvention. Dey Street Books. ISBN 978-0-06245704-2 - 華やかなラスベガスで自分を受け容れるために自分探しの旅をする彼女の記録

## 私生活
2013年、Electric Daisy Carnivalの創設者として知られるPasquale Rotellaと結婚。二人の子を儲け、2019年2月に離婚。

## フィルモグラフィ

### 映画
| Film | Film                     | Film                  | Film   |
| 年   | 作品                     | 役                    | 備考   |
| ---- | ------------------------ | --------------------- | ------ |
| 1998 | The Last Broadcast       | Miss Lady Bright Eyes | [ 26 ] |
| 2006 | Scary Movie 4            | Blonde # 1            |        |
| 2008 | The House Bunny          | Herself               |        |
| 2009 | The Telling              | Stephanie             |        |
| 2015 | Sharknado 3: Oh Hell No! | Lieutenant Harrison   |        |

### テレビ
| Television | Television                             | Television      | Television                                                 |
| 年         | 作品                                   | 役              | 備考                                                       |
| ---------- | -------------------------------------- | --------------- | ---------------------------------------------------------- |
| 2002       | MTV Cribs                              | Herself         | 1 episode                                                  |
| 2003       | The Surreal Life                       | Herself         | Episode: "The Wedding and Goodbye"                         |
| 2003       | Doggy Fizzle Televizzle                | Herself         | Episode: 4                                                 |
| 2004       | The Sharon Osbourne Show               | Herself         | 1 episode                                                  |
| 2004       | The Bernie Mac Show                    | Bunny           | Episode: "The Talk"                                        |
| 2004       | Viva La Bam                            | Herself         | Episode: "Drive-Way Skate Park"                            |
| 2005       | Curb Your Enthusiasm                   | Herself         | Season 5 Episode 6 – "The Smoking Jacket"                  |
| 2005       | The Big Idea with Donny Deutsch        | Herself         | 1 episode                                                  |
| 2005       | Entourage                              | Herself         | Episode: "Aquamansion"                                     |
| 2005–2006  | The Tyra Banks Show                    | Herself         | 2 episodes                                                 |
| 2005–2009  | The Girls Next Door                    | Herself         | (seasons 1–5. 80 episodes)                                 |
| 2006       | E! True Hollywood Story                | Herself         | Episode: "Hugh Hefner: Girlfriends, Wives and Centerfolds" |
| 2006       | Amazon Fishbowl                        | Herself         | 1 episode                                                  |
| 2006       | The Late Late Show with Craig Ferguson | Herself         | Uncredited, 2 episodes                                     |
| 2006       | Robot Chicken                          | Herself (Voice) | Episode: "Drippy Pony"                                     |
| 2006       | The Ellen DeGeneres Show               | Herself         | 1 episode                                                  |
| 2007       | Keeping Up with the Kardashians        | Herself         | Episode: "Birthday Suit"                                   |
| 2007       | General Hospital                       | Herself         | 1 episode                                                  |
| 2007       | Phenomenon                             | Herself         | Episode: Three                                             |
| 2007       | Last Call with Carson Daly             | Herself         | 1 episode                                                  |
| 2008       | Today                                  | Herself         | 1 episode                                                  |
| 2008       | Celebrity Family Feud                  | Herself         | Episode: "Vincent Pastore vs. The Girls Next Door"         |
| 2008       | Living Lohan                           | Herself         | Episode: "The Billionaire Babysitters"                     |
| 2008       | Chelsea Lately                         | Herself         | 1 episode                                                  |
| 2009       | Dancing with the Stars                 | Contestant      | (Season 8, eliminated 3rd round)                           |
| 2009–2010  | Kendra                                 | Herself         | 2 episodes                                                 |
| 2009–2011  | Holly's World                          | Herself         | (Seasons 1–2. 19 Episodes)                                 |
| 2010       | CSI: Crime Scene Investigation         | Hot Blonde      | Episodes: "Pool Shark"                                     |
| 2010       | When I Was 17                          | Herself         | 1 episode                                                  |
| 2013       | "Holly Has a Baby"!                    | Herself         | E! Special                                                 |
| 2015       | Redwood Kings                          | Herself         | 1 episode                                                  |
| 2021       | Ghost Adventures                       | Herself         | Guest                                                      |
| 2022       | Secrets of Playboy                     | Herself         | Docu-series; episode 2: "The Girl Next Door"               |
| 2023       | The Playboy Murders                    | Herself         | 4 episodes                                                 |